# روواند (سغز أباد)
روواند (بالفارسية: روواند) هي قرية تقع في إيران في قسم سغز أباد الريفي. يقدر عدد سكانها بـ 80 نسمة .